# Pordenone Calcio
O Pordenone Calcio é uma equipe de Futebol, italiana com sede na cidade de Pordenone. Atualmente participa da Serie C e disputa as partidas como mandante no estádio Stadio Guido Teghil.

## História
Foi fundado em 1920 como Football Club Pordenone.
Na temporada 2007-08, o clube foi promovido de Eccellenza Friuli - Venezia Giulia para a Serie D, e seis temporadas depois (em 2014) foi promovido para a Lega Pro. O clube foi rebaixado em 2015, mas foi novamente promovido no início de 2015-16 na Lega Pro, para preencher as vagas.
O clube chegou aos play-offs da Lega Pro por duas temporadas seguidas, sendo derrotado nas semifinais pela AC Pisa e Parma, os clubes que eventualmente foram promovidos.
Em 12 de dezembro de 2017, Pordenone enfrentou a Internazionale na Coppa Italia no San Siro, empatando em 0-0, e sendo eliminado por 5-4 nas penalidades. Este é o mais distante que a equipe já alcançou na competição.
Pordenone conquistou sucessivamente o título do Grupo B na temporada 2018-2019 da Serie C sob a gestão do experiente técnico Attilio Tesser, garantindo assim a si mesmo o direito de jogar a Serie B pela primeira vez na história do clube.
A primeira temporada do clube na Serie B foi de grande sucesso, alcançando o quarto lugar na liga e, assim, chegando aos play-offs para o acesso à Série A. No entanto, a pressão do Pordenone pelo segundo acesso consecutivo terminou com um 2-1 derrota agregada na semifinal contra o Frosinone. Na temporada 2020-21, Pordenone sofreu uma queda na sorte, já que o clube terminou a campanha na 15ª posição na tabela, com Tesser sendo afastado do cargo de técnico em abril de 2021 e substituído por Maurizio Domizzi. Na campanha da temporada 2021-22, o time terminou em último lugar e foi rebaixado para a Serie C, após trocar três treinadores principais.

Escudo antigo

## Títulos

### Nacionais
- Serie C
  - Campeões: 2018-19 (Grupo B)
- Serie D
  - Campeões: 2013-14
- Supercoppa di Serie C
  - Campeões: 2019